# The Show (musikalbum)
The Show är ett musikalbum från 2009 av jazzsångerskan Lina Nyberg. The Show spelades in på Teaterstudio Lederman hösten 2008.

## Låtlista
Låtarna är skrivna av Lina Nyberg om inget annat anges.
1. Ouvertyr: Cavaletti (Cecilia Persson) – 2:11
2. Where Did They Go (Harry Lloyd/Gloria Sklerov) – 4:23
3. Say It Isn't So – 4:43
4. Yokohama – 3:30
5. One Little Step – 3:45
6. Interlude: Open Rein (Cecilia Persson) – 7:10
7. I'm a Fish – 1:19
8. Medley: Jamaica Farewell/Elmer Hallo/Bigfoot (Erving Burgess/Mattias Ståhl/Nils Berg) – 9:11
9. Sailor Song – 3:03
10. Interlude: Halvhalt (Cecilia Persson) – 3:51
11. I've Grown Accustomed to Her Face (Frederick Loewe/Alan Jay Lerner) – 2:59

## Medverkande
- Lina Nyberg – sång
- Cecilia Persson – piano
- Josef Kallerdal – bas
- Peter Danemo – trummor